# Helge Backlund (zoolog)
Helge Alfred Oscar Backlund, född den 9 december 1913 i Sankt Petersburg, död den 14 februari 1974 i Karlstad, var en svensk skolman. Han var sonson till Oscar Backlund. 
Backlund blev filosofie magister 1941, filosofie licentiat 1943 och filosofie doktor 1945. Han var docent i zoologi vid Lunds universitet 1945–1950 och blev lektor vid högre allmänna läroverket i Karlstad 1952. Backlund utgav skrifter inom områdena tångvallarnas fauna, ekologi, entomologi, Oligochaeta, afrikansk fauna och vegetation.